# Zasięg pojazdu
Zasięg – największa odległość, jaką może pokonać pojazd w jego konstrukcyjnym ośrodku ruchu bez uzupełniania energii z zewnątrz.
Dla samolotów z silnikami turboodrzutowymi, rakiet, samochodów, czołgów, statków i okrętów napędzanych silnikami spalinowymi jest to odległość, którą może pokonać pojazd na jednym pełnym zbiorniku paliwa. Natomiast dla pojazdów z reaktorem jądrowym podaje się szacunkową odległość, jaką pojazd może przebyć w trakcie czasu użytkowania jednego rdzenia reaktora.
Zasięg lokalny to odległość od miejsca wzlotu do krańcowego możliwego do osiągnięcia punktu w określonym obszarze działań i jego zaplecza (na ogół kilkadziesiąt km), w którym możliwe jest wykorzystanie zaplanowanych zadań odpowiednich dla parametrów i wyposażenia i powrót do miejsca rozpoczęcia misji.
Zasięg miejscowy to odległość od miejsca wzlotu do krańcowego możliwego do osiągnięcia punktu w określonym obszarze działania miejscowego (pozycyjnego; na ogół do kilku kilometrów), w którym możliwe jest wykonanie zaplanowanych zadań odpowiednich dla parametrów i wyposażenia i powrót do miejsca rozpoczęcia misji.